# Eichen-Blütenbock
Der Eichen-Blütenbock (Grammoptera ustulata) ist ein Käfer aus der Familie der Bockkäfer (Cerambycidae). Die Art ist im südlichen Nordeuropa sowie in Mittel- und Südeuropa verbreitet. Es handelt sich um eine von 25 Arten seiner Gattung in der Paläarktis, fünf von diesen kommen in Europa vor.

## Merkmale

### Merkmale der Imagines
Der Eichen-Blütenbock erreicht eine Körperlänge von 5 bis 9 Millimetern. Der Körper ist gattungstypisch lang gebaut. Von Leptura unterscheiden sich die Arten der Gattung durch die äußerst kurzen Wangenbereiche vor den Augen, von Alosterna durch die feine und dichte Punktierung der Flügeldecken und den weniger scharf abgeschnürten Hals hinter den Schläfen. Die Oberseite ist schwarz bis schwarzbraun gefärbt sowie auffällig gelbbraun bis olivfarben behaart. Die Flügeldecken sind gestreckt und einfarbig braun mit schwarzer Spitze. Auch der Thorax ist schwarz. Die Beine sind schwarz, nur die Tarsen sind schwarz gefärbt. Die Antennen sind ebenfalls braun, wenigstens das erste Fühlerglied ist gelb.
Von den beiden weiteren ebenfalls in Mitteleuropa verbreiteten Arten der Gattung, dem Schwarzen Blütenbock (Grammoptera abdominalis) und dem Mattschwarzen Blütenbock (Grammoptera ruficornis) unterscheidet sich der Eichen-Blütenbock vor allem durch die braune Färbung der Flügeldecken, die bei jenen schwarz sind.

### Merkmale der Larven
Körper und Kopf der Larven der Gattung ähneln denen der Gattung Dinoptera; der Körper ist jedoch weiß statt grau und mit feineren und kürzeren Borsten besetzt. Die Larven erreichen eine Länge von etwa 11 bis 14 Millimetern mit einer Breite der an den Seiten konkaven Kopfkapsel von etwa 2 Millimetern. Der Körper ist mehr oder weniger abgeflacht. Beiderseits der Kopfkapsel befinden sich nur je drei große Stemmata. Die Antennen sind kurz und zweigliedrig, das dritte Antennenglied fehlt. Der Hinterrand des Pronotum besitzt keine Borsten. Die Dorsalampulle am siebten Abdominalsegment ist gut ausgebildet und das neunte Abdominalsegment besitzt keinen caudalen Dorn am Körperende.

## Verbreitung
Der Eichen-Blütenbock ist im südlichen Nordeuropa sowie in Mittel- und Südeuropa sowie von dort über den Kaukasus, die Türkei und den Iran verbreitet. In Mitteleuropa ist er generell anzutreffen, nur aus Liechtenstein liegen keine Nachweise vor. In Deutschland und Österreich ist er in allen Bundesländern nachgewiesen und auch in der Schweiz gilt er als verbreitet.

## Lebensweise
Der Eichen-Blütenbock lebt vor allem in niedrigen Gebirgs- und Vorgebirgslandschaften und kann an wärmeexponierten Stellen im Bereich von Laubwäldern und Parks häufig vorkommen. Er wird als thermophile, also wärmeliebende, Art eingestuft. Die Imagines sind von Mitte April bis Juni anzutreffen. Die Käfer besuchen die Blüten verschiedener Sträucher und Bäume, darunter etwa Weißdorne (Crataegus), Hartriegel (Cornus), Mehlbeeren (Sorbus), Eichen (Quercus) und andere Gehölze sowie blühende Kräuter.
Die Entwicklungszeit der Larven dauert wahrscheinlich ein Jahr. Die Tiere sind polyphag und entwickeln sich vor allem in Eichen, jedoch auch in Linden (Tilia), Ahornen (Acer),  Walnuss (Juglans regia), Weißdorn, Erlen (Alnus) und Edelkastanie (Castanea sativa). Die Käferlarven leben vor allem in pilzbefallenen dünnen Ästen, teilweise bis in die Baumkronen, und entwickeln sich unter der Rinde oder im weißfaulen Holz. Sie kommen auch an noch lebenden Bäumen vor, die mit Pilzen und Flechten bewachsen sind. Eine Bindung an den Gemeinen Rindensprenger (Vuilleminia comedens) ist möglich. Die Verpuppung erfolgt im Frühjahr im Faulholz oder unter der Rinde.

## Systematik
Der Eichen-Blütenbock ist eine eigenständige Art der Bockkäfer (Cerambycidae) und wird dort in die Gattung Grammoptera (Audinet-Serville, 1835) innerhalb der Schmalböcke (Lepturinae) eingeordnet. Die wissenschaftliche Erstbeschreibung stammt von dem Entomologen Johann Gottlieb Schaller, der ihn 1782 als Leptura ustulata beschrieb. Neben dieser Art enthält die Gattung zahlreiche weitere Arten. Weitere Synonyme der Art sind Leptura adusta (Gmelin, 1790),  Leptura praeusta (Fabricius, 1787 nec Linnaeus, 1758) und Grammoptera praeusta ((Fabricius) Mulsant, 1839) sowie Leptura splendida (Herbst, 1784).
Die Bezeichnung für die Gattung leitet sich vom griechischen gramma für „Linie“ und pteron für „Flügel“ ab, was sich auf die relativ schmalen Flügel bezieht. Das Epitheton ustulatus kommt aus dem Lateinischen und bedeutet „etwas gebräunt“ und bezieht sich auf die Färbung der Flügeldecken.

## Belege
1. 1 2 3 4 5 6 7 8 9 10 11 12 13  „Art: Grammoptera ustulata (Stephens, 1831) – Eichen-Blütenbock.“ In: Bernhard Klausnitzer, Ulrich Klausnitzer, Ekkehard Wachmann, Zdeněk Hromádko: Die Bockkäfer Mitteleuropas. Die Neue Brehm-Bücherei 499, Band 2, 4. Auflage. VerlagsKG Wolf, Magdeburg 2018, ISBN 978-389432-864-1; S. 391–392.
2. 1 2 3  „20. Gattung: Grammoptera Serville.“ In: Edmund Reitter: Fauna Germanica. Die Käfer des deutschen Reiches. K.G. Lutz, Stuttgart 1912; S. 15. (Digitalisat)
3. 1 2  Bernhard Klausnitzer, Ulrich Klausnitzer, Ekkehard Wachmann, Zdeněk Hromádko: Die Bockkäfer Mitteleuropas. Die Neue Brehm-Bücherei 499, Band 1, 4. Auflage. VerlagsKG Wolf, Magdeburg 2018, ISBN 978-389432-864-1; S. 105–107
4. ↑  Grammoptera ustulata. Fauna Europaea, abgerufen am 6. Juli 2020.
5. ↑  Martin Rejzek, Karl Hadulla: Bemerkenswerte Bockkäferfunde in Rheinland-Pfalz und Nordrhein-Westfalen (Coleoptera: Cerambycidae). Mitteilungen der Arbeitsgemeinschaft Rheinischer Koleopterologen (Bonn) 10 (1), 2000; S. 11–22. (Volltext).
6. ↑  Grammoptera abdominalis auf biolib.cz; abgerufen am 24. Juni 2020.